# Häuser des Jahres
Häuser des Jahres ist ein internationaler Architekturpreis.

## Geschichte
Das Deutsche Architekturmuseum, der Callwey Verlag und das Informationszentrum Beton loben jährlich seit 2011 den Wettbewerb „Häuser des Jahres – Die besten Einfamilienhäuser“ aus. Gewürdigt werden vorbildliche Wohnhauskonzepte, die von architektonischer Qualität zeugen. Entscheidend ist der ländliche oder städtische Kontext, ein intelligentes Zusammenspiel zwischen Ästhetik, Material und Konstruktion und eine zeitgemäße Antwort auf die Bauaufgabe Einfamilienhaus.
Teilnahmeberechtigt sind Architekten aus den Ländern Deutschland, Österreich, der Schweiz und Südtirol. Jeder Teilnehmer kann maximal drei Projekte einsenden. Der Preis ist mit 10'000 € dotiert.

## Preisträger

### 2011
- Jury: Paul Kahlfeldt, Gerhard Matzig, Sebastian Finckh, Peter Cachola Schmal, Wolfgang Bachmann, Thomas Kaczmarek

|              | Titel                                       | Ort                 | Architekt              | Fotografie |
| ------------ | ------------------------------------------- | ------------------- | ---------------------- | ---------- |
| Preis        | Umbau eines Stalls zum Wohnhaus             | Soglio              | Armando Ruinelli       |            |
| Auszeichnung | Einfamilienhaus nach traditionellem Vorbild | Köln                | Axel Steudel           |            |
| Auszeichnung | Passivhaus                                  | Tübingen            | AMUNT                  |            |
| Auszeichnung | Wohnhaus mit Pferdestallungen               | Mittelland          | Schneider & Schneider  |            |
| Anerkennung  | Haus R.                                     | Schondorf           | Bembé Dellinger        |            |
| Anerkennung  | Haus am See                                 | Wartaweil           | Atelier Lüps           |            |
| Anerkennung  | Haus W.                                     | Lauterach           | Nuyken von Oefele      |            |
| Engere Wahl  | Haus V.                                     | München             | Palais Mai             |            |
| Nominierung  | Haus B.                                     | Stuttgart-Rotenberg | Christine Remensperger |            |

### 2012
- Jury: Wolfgang Bachmann, Max Dudler, Peter Cachola Schmal, Thomas Kaczmarek, Armando Ruinelli, Wolfgang Pehnt

|              | Titel                        | Ort            | Architekt               |
| ------------ | ---------------------------- | -------------- | ----------------------- |
| Preis        | Drei Einfamilienhäuser       | Luzern         | Daniele Marques         |
| Sonderpreis  | Urbane Villa                 | Lausanne       | 2b architectes          |
| Auszeichnung | Sanierung eines Bauernhauses | Bartholomäberg | Katrin und Otto Brugger |
| Auszeichnung | Zwei Minergiehäuser          | Oberweningen   | L3P Architekten         |
| Auszeichnung | Erweiterung eines Wohnhauses | Wuppertal      | Denzer & Poensgen       |
| Auszeichnung | Privathaus                   | Zürichsee      | E2A Architekten         |

### 2013
- Jury: Jórunn Ragnarsdóttir, Hubertus Adam, Daniele Marques, Peter Cachola Schmal, Thomas Kaczmarek, Wolfgang Bachmann

|              | Titel                                  | Ort          | Architekt             |
| ------------ | -------------------------------------- | ------------ | --------------------- |
| Preis        | Haus über der Landschaft               | Nuglar       | HHF Architekten       |
| Auszeichnung | Stöckli Weiermatt auf einer Jura-Wiese | Balsthal     | Pascal Flammer        |
| Auszeichnung | Haus über dem See                      | Ranzo        | Wespi de Meuron Romeo |
| Auszeichnung | Haus Denkler-Jacobs                    | Kirchheim    | Nikolaus Bienefeld    |
| Auszeichnung | Scheunenumbau                          | Druxberge    | Jan Rösler            |
| Auszeichnung | Haus                                   | Gelterkinden | Buchner Bründler      |

### 2014
- Jury: Manfred Hegger, Peter Cachola Schmal, Thomas Kaczmarek, Simon Frommenwiler, Wolfgang Bachmann

|              | Titel              | Ort       | Architekt          | Fotografie |
| ------------ | ------------------ | --------- | ------------------ | ---------- |
| Preis        | Werkhaus           | Uckermark | Thomas Kröger      |            |
| Auszeichnung | Vier Hofhäuser     | Zumikon   | Think Architecture |            |
| Auszeichnung | Haus am Moor       | Krumbach  | Bernardo Bader     |            |
| Auszeichnung | Scheune und Arche  | Pinnow    | Thomas Kröger      |            |
| Auszeichnung | Haus im Hang       | Wyhlen    | Gian Salis         |            |
| Anerkennung  | Urhütte und Villa  | Genf      | clavienrossier     |            |
| Anerkennung  | Landschaftsplanung | Neustift  | Bergmeisterwolf    |            |
| Anerkennung  | Auf sechs Pfeilern | Schaan    | Bearth & Deplazes  |            |

### 2015
- Jury: Ruth Berktold, Peter Cachola Schmal, Wolfgang Bachmann, Wladimir Kaminer, Thomas Kröger, Arndt Papenfuß, Ulrich Nolting

|             | Titel                    | Ort               | Architekt               | Fotografie |
| ----------- | ------------------------ | ----------------- | ----------------------- | ---------- |
| Preis       | Behauste Scheune         | Doren             | Bernardo Bader          |            |
| Anerkennung | Einzelstück              | Mühlen in Taufers | Pedevilla               |            |
| Anerkennung | Weinstockbau             | Dielsdorf         | L3P Architekten         |            |
| Anerkennung | Zeugnis Geben            | Beggingen         | Marazzi Reinhardt       |            |
| Anerkennung | Rank und Schlank         | Hohenecken        | Architekturbüro Scheder |            |
| Anerkennung | Haus für Julia und Björn | Egg               | Innauer Matt            |            |
| Anerkennung | Fest Ummauert            | Conthey           | Savioz Fabrizzi         |            |

### 2016
- Jury: Peter Cachola Schmal, Wolfgang Bachmann, Meinhard von Gerkan, Nils Holger Moormann, Bernardo Bader, Ulrich Nolting

|              | Titel                  | Ort              | Architekt                                         | Bauherr                     | Fotografie |
| ------------ | ---------------------- | ---------------- | ------------------------------------------------- | --------------------------- | ---------- |
| Preis        | Neue deutsche Welle    | Olching          | Werk A architektur/Guntram Jankowski              |                             |            |
| Auszeichnung | Gaus Landluft          | Gerswalde        | Thomas Kröger                                     |                             |            |
| Auszeichnung | Haus Über den Wiesen   | Ipsach           | Markus Schietsch                                  |                             |            |
| Anerkennung  | Haus Charakterrolle    | Konstanz         | Bächlemeid Architekten                            |                             |            |
| Anerkennung  | Haus Verwandlungskunst | Preonzo          | Davide Macullo                                    |                             |            |
| Anerkennung  | Schusterbauernhaus     | München-Alt-Riem | Peter Haimerl                                     | Euroboden, Stefan Höglmeier |            |
| Anerkennung  | Haus Bergbau           | Val d‘Hérens     | Savioz Fabrizzi                                   |                             |            |
| Anerkennung  | Artefakt               | St. Magdalena    | Archinauten / Dworschak + Mühlbachler Architekten |                             |            |

### 2017
- Jury: Peter Cachola Schmal, Katharina Matzig, Guntram Jankowski, Ulrich Nolting, Reimund Stewen, Lydia Haack

|             | Titel                 | Ort                      | Architekt                       | Fotografie |
| ----------- | --------------------- | ------------------------ | ------------------------------- | ---------- |
| Preis       | Wohn- und Atelierhaus | Zürich                   | Holzer Kobler Architekten       |            |
| Anerkennung | Haus D                | Mering                   | EBERLE Architekten              |            |
| Anerkennung | Haus am Stürcherwald  | Laterns                  | Bernardo Bader                  |            |
| Anerkennung | Gartenhaus            | Schlachtensee            | bfs d flachsbarth schultz       |            |
| Anerkennung | Heustadel             | Nationalpark Hohe Tauern | LP architektur ZT               |            |
| Anerkennung | Haus                  | Riehen                   | Patrick Reuter und Lukas Raeber |            |

### 2018
- Jury: Peter Cachola Schmal, Verena von Beckerath, Barbara Holzer, Katharina Matzig, Ulrich Nolting, Alexander Russ, Reimund Stewen

|              | Titel         | Ort          | Architekt                                         | Ingenieur         | Bauherr                     | Fotografie |
| ------------ | ------------- | ------------ | ------------------------------------------------- | ----------------- | --------------------------- | ---------- |
| Preis        | Haus am Deich | Ostfriesland | Thomas Kröger                                     |                   |                             |            |
| Auszeichnung | Haus          | Tamins       | Bearth & Deplazes                                 | Ferrari, Gartmann |                             |            |
| Anerkennung  | Haus          | Rossa        | Davide Macullo Architects und Daniel Buren Artist |                   |                             |            |
| Anerkennung  | Haus M5/2     | Berg         | Beer Bembé Dellinger                              |                   |                             |            |
| Anerkennung  | Landhaus      | Gramzow      | Modersohn & Freiesleben                           |                   |                             |            |
| Anerkennung  | Haus          | Bürserberg   | Innauer Matt                                      |                   |                             |            |
| Anerkennung  | Haus          | Gargnano     | Titus Bernhard                                    |                   | Euroboden, Stefan Höglmeier |            |
| Anerkennung  | Haus          | Baden        | Caramel Architekten                               |                   |                             |            |

### 2019
- Jury: Peter Cachola Schmal, Ulrich Nolting, Alexander Gutzmer, Thomas Kröger, Roland Merz, Nicola Borgmann, Jan Weiler

|              | Titel             | Ort        | Architekt                                         |
| ------------ | ----------------- | ---------- | ------------------------------------------------- |
| Preis        | Respekt           | Münster    | Hehnpohl Architekten                              |
| Auszeichnung | Parkhaus          | Zürich     | Think Architecture                                |
| Anerkennung  | Dorfschönheit     | Trogen     | Bernardo Bader                                    |
| Anerkennung  | Haus an der Elbe  | Wedel      | Nord Studio                                       |
| Anerkennung  | Das Rundherumhaus | Bürserberg | mia2/ARCHITEKTUR                                  |
| Anerkennung  | Den See im Blick  | Herrliberg | Daluz Gonzalez Architekten                        |
| Anerkennung  | Jahreszeitenhaus  | Werder     | Jurek Brüggen + Sebastian Sailer Kosa Architekten |

### 2020
- Jury: Peter Cachola Schmal, Roland Merz, Ulrich Nolting, Christian Pohl, Nicola Borgmann, Alexander Gutzmer, Christian Kraus, Katharina Matzig

|              | Titel                  | Ort       | Architekt             |
| ------------ | ---------------------- | --------- | --------------------- |
| Preis        | Haus D                 | Oberberg  | Aretz Dürr            |
| Auszeichnung | ciAsa Aqua Bad Cortina | St. Vigil | Pedevilla             |
| Auszeichnung | Haus am Taubenmarkt    | Linz      | Hertl. Architekten    |
| Anerkennung  | Haus J                 | Köln      | JSWD Architekten      |
| Anerkennung  | Kleines Haus           | Jonschwil | Lukas Lenherr         |
| Anerkennung  | Hinter grünen Mauern   | Vahrn     | Bergmeisterwolf       |
| Anerkennung  | Das Steinhaus          | Ascona    | Wespi de Meuron Romeo |
| Anerkennung  | Der Solitär            | Zürich    | Think Architecture    |

### 2021
- Jury: Peter Cachola Schmal, Ulrich Nolting, Fabian Peters, Udo Wachtveitl, Roland Merz, Katharina Matzig, Jahres Sven Aretz, Jakob Dürr

|             | Titel                  | Ort            | Architekt                 | Fotografie |
| ----------- | ---------------------- | -------------- | ------------------------- | ---------- |
| Preis       | Haus Alder             | Zürich         | Fuhrimann Hächler         |            |
| Anerkennung | Studio Cascina Garbald | Castasegna     | Armando Ruinelli          |            |
| Anerkennung | Wohn- und Gewerbebau   | Luzern         | Graber & Steiger          |            |
| Anerkennung | Ferienhaus             | Kärnten        | Hohengasser Wirnsberger   |            |
| Anerkennung | Landhaus               | Wandlitzer See | Thomas Kröger             |            |
| Anerkennung | Haus am Hang           | Klingnau       | Wespi de Meuron           |            |
| Anerkennung | Umbau Haus             | Dornbirn       | Rüf Stasi Partner         |            |
| Anerkennung | Holzhaus               | München        | Bathke Geisel Architekten |            |

### 2022
- Jury: Peter Cachola Schmal, Axel Hacke, Gabrielle Hächler, Andreas Fuhrimann, Jenny Keller, Katharina Matzig, Roland Merz, Ulrich Nolting, Fabian Peters[36][37]

|              | Titel                    | Ort                                    | Architekt             |
| ------------ | ------------------------ | -------------------------------------- | --------------------- |
| Preis        | Glashaus zwischen Bäumen | Mellensee                              | Peter Grundmann       |
| Fotopreis    |                          |                                        | Gustav Willeit        |
| Anerkennung  | Holzrahmenbau            | Trais-Horloffer See                    | motorplan Architekten |
| Anerkennung  | Steinernes Mandl         | Gossensaß                              | Pedevilla             |
| Anerkennung  | Wohn- und Ferienhaus     | Menzenschwand                          | AMUNT                 |
| Anerkennung  |                          | Umbau im Berner Quartier Gryphenhübeli | Sollberger Bögli      |
| Anerkennung  | Haus                     | Mitterfischen                          | Florian Nagler        |
| Auszeichnung | Zuhaus im Apfelgarten    | Finning                                | Atelier Lüps          |

### 2023
- Jury: Peter Grundmann, Katharina Matzig, Fabian Peters, Roland Merz, Ulrich Nolting, Jenny Keller

|              | Titel                                          | Ort                  | Architekt            | Fotografie |
| ------------ | ---------------------------------------------- | -------------------- | -------------------- | ---------- |
| Preis        | Das Musterhaus                                 | Pfaffenhofen         | Atelier Kaiser Shen  |            |
| Anerkennung  | Struktur und Strukturalismus in der Landschaft | Trenthorst           | AMUNT                |            |
| Anerkennung  | Elegante Scheune                               | Buchen               | Sandro Durrer        |            |
| Anerkennung  | Alles im Rahmen                                | Männedorf            | Lukas Lenherr        |            |
| Anerkennung  | Der Lückenfüller                               | Kirchheim unter Teck | mehr* Architekten    |            |
| Auszeichnung | Das Weiterbau-Experiment                       | Linz                 | Caramel architekten  |            |
| Auszeichnung | 6x60 Haus                                      | Schwabhausen         | Tochtermann Wündrich |            |

### 2024
Jury: Christoph Ramisch, Claire Beermann, Eva Maria Hermann, Guobin Shen, Michael Schuster, Roland Merz, Ulrich Nolting
|             | Titel                                 | Ort               | Architekt                            |
| ----------- | ------------------------------------- | ----------------- | ------------------------------------ |
| Preis       | Juwel im Hinterhof                    | Karlsruhe         | Milla Architekten                    |
| Anerkennung | Haus in der Scheune                   | Dorf an der Pram  | Wolf Architektur                     |
| Anerkennung | Hommage an die Vergangenheit          | Düsseldorf        | Nidus Studio                         |
| Anerkennung | Essenz im Blick                       | Frankfurt am Main | motorplan Architekten und Ingenieure |
| Anerkennung | Wohnen in den Weinbergen              | Bougy-Villars     | PONT12 architects                    |
| Anerkennung | Mid-Century-Architektur weitergedacht | Wettswil          | Think Architecture                   |
| Anerkennung | Reduziert auf das Wesentliche         | Bad Kreuznach     | hdg Architekten                      |

### 2025
- Jury: Roland Merz, Ulrich Nolting, Christoph Ramisch, Michael Schuster, Boris Milla, Eva Maria Herrmann

|              | Titel | Ort | Architekt |
| ------------ | ----- | --- | --------- |
| Preis        |       |     |           |
| Anerkennung  |       |     |           |
| Anerkennung  |       |     |           |
| Anerkennung  |       |     |           |
| Anerkennung  |       |     |           |
| Anerkennung  |       |     |           |
| Auszeichnung |       |     |           |

## Ausstellungen
Jedes Jahr werden die 50 ausgezeichneten Bauten im Deutschen Architekturmuseum in Frankfurt ausgestellt.

## Partner
- architektur.aktuell
- Baumeister
- Das Ideale Heim/Atrium
- Deutsches Architekturmuseum
- InformationsZentrum Beton
- Interhyp
- Immobilienverband Deutschland
- Österreichischer Rundfunk
- Werk, Bauen + Wohnen